# En vivo Obras 2001
En vivo Obras 2001 es el segundo álbum en directo de la banda argentina de heavy metal Almafuerte grabado el 3 de noviembre de 2001 en el Estadio Obras Sanitarias y publicado en 2002 por Dejesu.

## Detalles
En el popurrí realizado durante este show se grabaron canciones realizadas originalmente por Iorio con sus anteriores bandas Hermética y V8. 
La última canción del álbum, «Libre de temor», es una pista adicional grabada en estudio. La canción pertenece al guitarrista Claudio Marciello y aparece en su álbum debut como solista, Puesto en marcha.

## Lista de canciones
| N.º     | Título                                  | Escritor(es)                                                                    | Duración |  |
| 1.      | «Introducción»                          |                                                                                 | 01:00    |  |
| 2.      | «Almafuerte»                            | Ricardo Iorio, Claudio Marciello                                                | 3:42     |  |
| 3.      | «Las aguas turbias suben esta vez»      | Ricardo Iorio, Claudio Marciello                                                | 3:48     |  |
| 4.      | «Homenaje»                              | Ricardo Iorio, Claudio Marciello                                                | 4:24     |  |
| 5.      | «Hombre peste»                          | Ricardo Iorio, Claudio Marciello                                                | 2:50     |  |
| 6.      | «1999»                                  | Ricardo Iorio, Claudio Marciello                                                | 3:54     |  |
| 7.      | «Convide rutero»                        | Ricardo Iorio, Claudio Marciello                                                | 3:59     |  |
| 8.      | «El visitante»                          | Ricardo Iorio, Claudio Marciello                                                | 4:43     |  |
| 9.      | «Los delirios del defacto»              | Ricardo Iorio, Claudio Marciello                                                | 3:09     |  |
| 10.     | «Amanecer en Open Door»                 | Ricardo Iorio, Claudio Marciello                                                | 2:48     |  |
| 11.     | «Del más allá»                          | Ricardo Iorio, Claudio Marciello                                                | 3:33     |  |
| 12.     | «De un mañana bajo tierra»              | Ricardo Iorio, Claudio Marciello                                                | 3:04     |  |
| 13.     | «El Pibe Tigre»                         | Ricardo Iorio                                                                   | 4:15     |  |
| 14.     | «Lucero del alba»                       | Ricardo Iorio, Claudio Marciello                                                | 4:48     |  |
| 15.     | «A vos amigo»                           | Ricardo Iorio, Claudio Marciello                                                | 5:01     |  |
| 16.     | «Popurrí» (Versiones de Hermética y V8) | Ricardo Iorio, Antonio Romano, Alberto Zamarbide, Osvaldo Civile, Gustavo Rowek | 18:49    |  |
| 17.     | «Libre de temor» (Inédito en estudio)   | Ricardo Iorio, Claudio Marciello                                                | 3:42     |  |
| 1:17:29 |                                         |                                                                                 |          |  |

## Créditos
- Ricardo Iorio - Voz y bajo
- Claudio Marciello - guitarra
- Bin Valencia - batería
- Beto Ceriotti - Bajo